# リーガアクアガーデン
リーガアクアガーデンは、愛媛県新居浜市にあった都市型リゾート施設である。
1990年（平成2年）10月にリーガロイヤルホテル新居浜の併設施設としてホテルと同時に開業した。屋内プール・スパの他、和室では宿泊もでき、研修や合宿などの宿泊にも対応していた。

2007年（平成19年）9月30日に営業終了。建物は解体され、跡地は現在、イオンモール新居浜のノースモールとなっている。

## 概要
屋内プール
ジェットスライダー・流水プール・ウェイブプールなど。

ダイビング講習用のプールもあり。
スパ
大浴場・露天風呂・気泡湯・サウナなど12種類。